# Höckerstreifen-Laufkäfer
Der Robuste Laufkäfer oder Höckerstreifen-Laufkäfer (Carabus ullrichii) ist ein Käfer aus der Gattung der Echten Laufkäfer (Carabus).

## Merkmale
Der Höckerstreifen-Laufkäfer erreicht eine Körperlänge von 20 bis 34 Millimetern und gehört damit zu den mittelgroßen bis großen Käferarten Europas. Seine Körperfarbe ist variabel von bronzefarben bis kupferrot-glänzend. Insbesondere die Flügeldecken (Elytren), der Halsschild und die Kopfoberseite besitzen einen stark metallischen Schimmer. Die Elytren tragen eine deutliche Längsstreifung sowie dazwischen liegend etwas flacher ausgebildete Kettenreihen.
Er ähnelt dabei Arten wie der Körnerwarze (Carabus cancellatus) und dem Körnigen Laufkäfer (Carabus granulatus). Allerdings sind bei dieser Art sowohl die Beine als auch die Fühler schwarz, während bei der Körnerwarze zumindest das erste Fühlerglied rot ist.

## Verbreitung
Der Käfer ist paläarktisch verbreitet. Sein Verbreitungsgebiet liegt vor allem in Mittel- und Südeuropa.

## Lebensweise
Der Höckerstreifen-Laufkäfer lebt als wärmeliebende Art vor allem auf Ruderalstandorten und auf lehmigen Ackerflächen sowie in Wäldern in niedriger bis mittlerer Höhenlage.
Er ernährt sich räuberisch vor allem von anderen Insekten sowie von Schnecken und Würmern. Daneben geht er auch an Aas. Er ist vor allem nachtaktiv, kann jedoch auch tagsüber gefunden werden.